# Adelina Méndez de la Torre
Adelina Méndez de la Torre (Castropol, Asturias, 7 de febrero de 1871-Bilbao, 20 de enero de 1960) fue una maestra, pedagoga e intelectual asturiana cuya trayectoria profesional se desarrolló en Bilbao. En 1918 fue la única mujer que participó en el primer Congreso de Estudios Vascos celebrado en Oñate. Fue un  importante pilar en la evolución de la educación en su tiempo, al combinar su completísima preparación teórica con una práctica docente comprometida y la defensa del fomento de la educación de las mujeres. Colaboró en el cambio social y político de principios del siglo XX e influenció de manera fundamental a quienes la siguieron.

## Contexto histórico-social
A principios del siglo XX, en Bilbao tenía lugar un periodo de gran expansión económica, en gran parte debido al desarrollo de la siderurgia y a la creación de las navieras que favorecieron el tráfico de mercancías del puerto e incrementaron la actividad de los astilleros. Fue una época de extraordinario crecimiento de la vida mercantil y marítima, de la minería y de la industria. Todos estos cambios socioeconómicos conllevaron un gran interés por la educación de la juventud y la mejora del nivel cultural de la población en general. La inversión en materia educativa tuvo como resultado el aumento de las tasas de escolarización y la reducción del absentismo escolar. Elemento clave para esta transformación fue la implicación activa de maestras y maestros del municipio.
Muchas de las impulsoras de los derechos de las mujeres durante los años 20 y 30 del siglo XX fueron maestras: María de Maeztu, Benita Asas Manterola, Elbira Zipitria, y la propia Adelina Méndez de la Torre.

## Biografía
Nació en 1871 en Castropol, Asturias. Era hija de Rita Rodríguez Portomarín, de profesión obrera, y de Niceto Méndez de la Torre Álvarez, empleado municipal y luego militar. Tuvo dos hermanos: Elvira fue profesora en los institutos de formación de maestros de Ávila, Segovia y Toledo y Emilio llegó a ser escritor.
Cursó estudios de magisterio en Madrid y se graduó con excelentes calificaciones el 30 de septiembre de 1893. Una vez titulada, solicitó oposiciones a escuelas de Barcelona, Zaragoza,Valladolid y otras localidades. Realizó las oposiciones en Madrid en 1896 obteniendo un puesto en Bilbao. Desde que obtuvo su primer empleo en la capital vizcaína, residió y desarrolló toda su actividad docente en esa ciudad.
El 23 de diciembre de 1899, con 28 años, contrajo matrimonio con Juan de Goicoechea Vidaurrazaga, natural de Abando y de 30 años, quien trabajaba como jefe de obras municipales en el Ayuntamiento de Bilbao y colaboraba con el conocido arquitecto municipal Ricardo Bastida (1878-1953). El 25 de octubre de 1900 tuvieron a su primer hijo, llamado Juan Cruz Crispín, que murió prematuramente con solo unos meses en la primavera de 1901. Su segunda hija, nacida el 27 de agosto de 1902 y llamada Adelina, asistió a la escuela secundaria en una época en la que esto era muy inusual para las niñas.
En 1939, enviudó, al morir su marido de úlcera gástrica a los 70 años.
Falleció en Bilbao, el 20 de enero de 1960, a los 88 años.

### Trayectoria profesional
En 1897, con 26 años, obtuvo por oposición la plaza de maestra de la escuela elemental del distrito 7 de Bilbao, sita en la calle General Concha, de la que tomó posesión el 13 de abril del mismo año.
Durante el curso 1898-1899 impartió docencia de forma gratuita en la escuela dominical para adultas del centro de la calle del general Concha. Años después también participó en el establecimiento de las primeras escuelas nocturnas de adultas.
En 1903, a propuesta de la comisión de Fomento del Ayuntamiento de Bilbao, obtuvo una beca de mil trescientas pesetas para realizar un curso de diseño pedagógico y artístico, con la obligación de formar a sus compañeros a su regreso, en la Scuole Normale di lavoro manuale educativo del municipio de Ripatransone (Italia). Durante esta estancia obtuvo el título de maestra elemental y Profesora Normal de trabajo manual educativo, título que gozaba de gran prestigio en su época.
Fue vocal durante cuatro años en la Comisión permanente encargada del fomento y la organización de las colonias vacacionales escolares del Ayuntamiento de Bilbao y colaboró en la redacción de su reglamento pedagógico. Fue firme defensora del beneficio que estas actividades suponían para el alumnado, muy especialmente para las niñas y niños débiles y pobres de las escuelas primarias.
En 1905 fue designada para representar al profesorado en la junta organizadora de la Exposición Nacional Escolar que en agosto de ese año se celebró con gran éxito en Bilbao. Presentó con sus alumnas un Mapa en relieve de España, realizado en madera y cera de modelar, con el que obtuvo un premio de honor del Ministerio de Instrucción Pública y otro del Ayuntamiento de Bilbao. En ese evento compartió estrado con María de Maeztu.
El 4 de mayo de 1905 fue designada directora de la escuela de la Concha en la que inició su vida laboral y en la que permanecía, cargo que ocupó hasta el 31 de mayo de 1922.
En 1906 encabezó un grupo de trece maestros y maestras que se reunieron y analizaron la situación de la primera enseñanza en Bilbao. De esas sesiones salieron propuestas como la de eliminar los premios y castigos en los centros de enseñanza. En 1910 fue nombrada, junto a Ángel Llorca, vocal de la sección de estudios pedagógicos de la Asociación Nacional de Magisterio Primario.
Fue la impulsora de iniciativas pioneras como la creación en 1911 del primer comedor, o cantina, escolar en su escuela de Bilbao. Lo regentó durante 14 años, incluso cuando ya se había trasladado a su siguiente destino. Como en el caso de las colonias escolares, también participó en la elaboración del reglamento de las cantinas, para regular su funcionamiento, la elección de comensales, los menús y la higiene.
A los 51 años, en 1922, fue nombrada directora de la Escuela Práctica Aneja a la Normal de Maestras de Bilbao en el barrio de Solokoetxe, en donde propuso la creación de grupos pequeños de alumnado y una reducción de las clases teóricas en favor de la instrucción práctica.
En 1931 fue vocal del Consejo de Primera Enseñanza de Vizcaya y del Patronato escolar y de Cultura de Bilbao.
El 25 de febrero de 1937, en plena Guerra civil, fue cesada en calidad de jubilada forzosa a los 66 años. En el expediente de depuración se menciona que no cumplía con la religión y que en el terreno político era de significadas ideas izquierdistas y separatistas, por lo que se la considera peligrosa e irresponsable.

### Ideas
Fue una mujer que se adelantó notoriamente a su tiempo y, tal vez por ello, no siempre fue comprendida por las autoridades educativas. Aunque se le abrieron bastantes expedientes, siempre consiguió salir adelante.
Luchó por la educación igualitaria para las niñas y las mujeres. Al mismo tiempo, abogó por un sistema de escuela pública gratuita y propuso una educación bilingüe, con la integración del euskera, que reflejara el entorno sociocultural de los niños. En 1901 escribió en la revista Vasconia un artículo titulado Lengua euskara.

Se está trabajando mucho por darle a esta lengua la importancia que realmente merece y honroso es confesar que eminentes hombres extranjeros cultivan su estudio y contribuyen con sus publicaciones a fijar la atención sobre ella.
Adelina Méndez de la Torre

Su enfoque de la pedagogía, caracterizado por el alejamiento de los métodos de enseñanza rígidos y el desarrollo de prácticas docentes modernas, puede considerarse la base del currículo educativo vasco moderno y de las ikastolas.
Conoció las experiencias más innovadoras de otros países europeos y trajo a Bilbao las ideas pedagógicas de la nueva educación europea, la psicopedagogía científica, la paidología y el higienismo. Por otra parte, defendió la importancia de la iniciativa y gestión municipal en materia escolar.
Impulsó la realización de paseos escolares educativos y excursiones por la naturaleza, dando gran importancia al conocimiento de ésta y al respeto que se les debía a las plantas y los animales.

Este gracioso pájaro estuvo, durante la primavera, recogiendo insectos en las hortalizas para alimentarse él y a sus hijuelos. Es decir, estuvo cuidando la cosecha. 
¿No tiene derecho a una parte de ella? La Ley de caza, que está hecha pon los hombres, permite que estos pájaros se puedan cazar desde septiembre a enero, que es cuándo, por tener criados a sus hijuelos, no son insectívoros. 
Cuando la Ley de caza la hagamos las mujeres no consentiremos que las escopetas se encaren con estos graciosos pájaros que sólo cuándo no tienen insectos toman una pequeñísima parte de la cosecha que ellos también han estado cuidando.
Adelina Méndez de la Torre

Era buena oradora y excelente divulgadora de sus ideas pedagógicas. Durante toda su trayectoria profesional mantuvo intercambio de ideas y experiencias educativas con autoridades, intelectuales y especialistas en Pedagogía de importancia como Marcelino Menéndez y Pelayo, Estanislao de Labayru o Ángel Llorca (muy ligado a la Institución Libre de Enseñanza). Se relacionó también con Eduardo de Landeta Aburto, ideólogo y promotor de la enseñanza bilingüe, y con políticos nacionalistas y republicanos.

### Obras
En 1918 fue la única mujer que pronunció una conferencia en el I Congreso de Estudios Vascos celebrado en Oñati: La nueva escuela primaria en el País Vasco.
Su visión clara y precisa de la educación de la época y sus ideas sobre pedagogía quedaron reflejadas en numerosos artículos publicados en la revista El Nervión y en dos trabajos para la revista Escuela Moderna.
Fue autora de diferentes libros (algunos que recogían las peculiaridades de Bilbao y del País Vasco) y folletos, la mayoría para uso escolar.
- Provincias Vascongadas: historia. Colección Biblioteca instructiva (Bilbao, 1900).
- Huesos y músculos y Provincias Vascongadas. Cuadernos pedagógicos (Bilbao, 1907).
- Cartilla biográfica escolar (Bilbao, 1909).
- La fiesta del árbol (Bilbao, 1917).
- Historia de Vizcaya, en dos volúmenes (Bilbao, 1918 y 1919).
- Libro-álbum de Zoología. Mamíferos. Cuaderno primero (Madrid, 1942). Fue su última publicación, escrita cuando contaba con 71 años.